# Floresta Nacional do Bom Futuro
A floresta nacional do Bom Futuro é uma unidade de conservação de uso sustentável brasileira, situada nos municípios de Ariquemes e Porto Velho, no estado de Rondônia. Foi criada pelo Decreto 96.188, de 21 de junho de 1988, com o intuito de promover o manejo dos estoques de madeira da região. É administrada pelo Instituto Chico Mendes de Conservação da Biodiversidade (ICMBio).
A área foi invadida por grileiros, madeireiros e posseiros a floresta foi sendo substituída, aos poucos, por pastagens para o gado, lavoura de café e banana. A ocupação irregular originou um núcleo urbano clandestino conhecido como Rio Pardo.
A ocupação irregular e o desmatamento da unidade de conservação motivaram o Governo Federal brasileiro a retirar os fazendeiros criadores de gado da região ocupada pela Floresta. Aproximadamente 25% da área original (70 mil hectares) da Floresta Nacional do Bom Futuro já foi desmatada.